# Joana Ceddia
 (mai 2024).
Joana Campos Ceddia, née le 21 juin 2001 à Rio de Janeiro, est une canadienne d’origine brésilienne, ancienne youtubeuse, vlogueuse et ancienne nageuse et coureuse de compétition. Nommée pour un Streamy Award et un Shorty Award, Ceddia est connue pour son sens de l’humour décalé et ironique, et est célèbre pour son travail sur YouTube destiné au public adolescent,.
Le 30 octobre 2021, la chaîne YouTube et le compte Instagram de Ceddia ont été supprimés. Les raisons de ces suppressions demeurent inconnues.

## Jeunesse
Joana Campos Ceddia née à Rio de Janeiro, au Brésil, de Denilce Campos, une ancienne gymnaste professionnelle, qui a représenté le Brésil aux championnats sud-américains de gymnastique artistique de 1980 et 1982, remportant l’or en équipe tous temps, et Rolando Ceddia, qui est actuellement professeur agrégé à la School of Kinesiology and Health Science de l’Université York. Ceddia réside actuellement à Toronto, où elle étudie la physique et l’astronomie.

## Carrière
Ceddia a participé à des compétitions de natation scolaire et est médaillée d’or de l’OFSAA (en). Après avoir subi une blessure qui l’a empêchée de poursuivre une carrière dans la course compétitive, elle a créé sa chaîne YouTube en 2018, téléchargeant initialement des vidéos de sa création artistique. Elle a gagné en notoriété après une vidéo où elle tentait de couper ses propres cheveux avec des ciseaux artisanaux, qui a accumulé plus de 13 millions de vues avant sa suppression.
Ceddia a ensuite fait sensation sur Internet, gagnant près de deux millions d’abonnés en l’espace de quelques mois. Elle avait été confrontée à une controverse en 2018, accusée sur des plateformes telles que Reddit d’acheter ses abonnés en raison du taux de croissance anormal qu’elle avait reçu sur sa chaîne, bien que cela ait été réfuté statistiquement.
Pendant qu’elle était active, son contenu le plus notable comprenait la recréation d’œuvres d’art populaires, la fabrication de vlogs et la "transformation" en personnages populaires et en personnalités publiques en créant des costumes. Pour son travail, elle a été finaliste pour la catégorie "Meilleur Humoriste YouTube" aux Shorty Awards en 2018, et a été nommée dans la catégorie "Breakout Creator" aux Streamy Awards 2019. En juillet 2021, sa chaîne YouTube avait accumulé 3,28 millions d’abonnés et 316 388 216 vues de ses vidéos collectivement.
À la suite des suppressions de sa chaîne YouTube et de son compte Instagram le 30 octobre 2021, Ceddia n’est plus présente sur aucune plateforme de médias sociaux.

## Récompenses et nominations
| Année | Prix           | Catégorie                         | Résultat   | Ref(s) |
| ----- | -------------- | --------------------------------- | ---------- | ------ |
| 2019  | Shorty Awards  | Meilleur humoriste YouTube        | Nomination | [ 6 ]  |
| 2019  | Streamy Awards | Créateur de groupes de discussion | Nomination | [ 7 ]  |